# Hupe

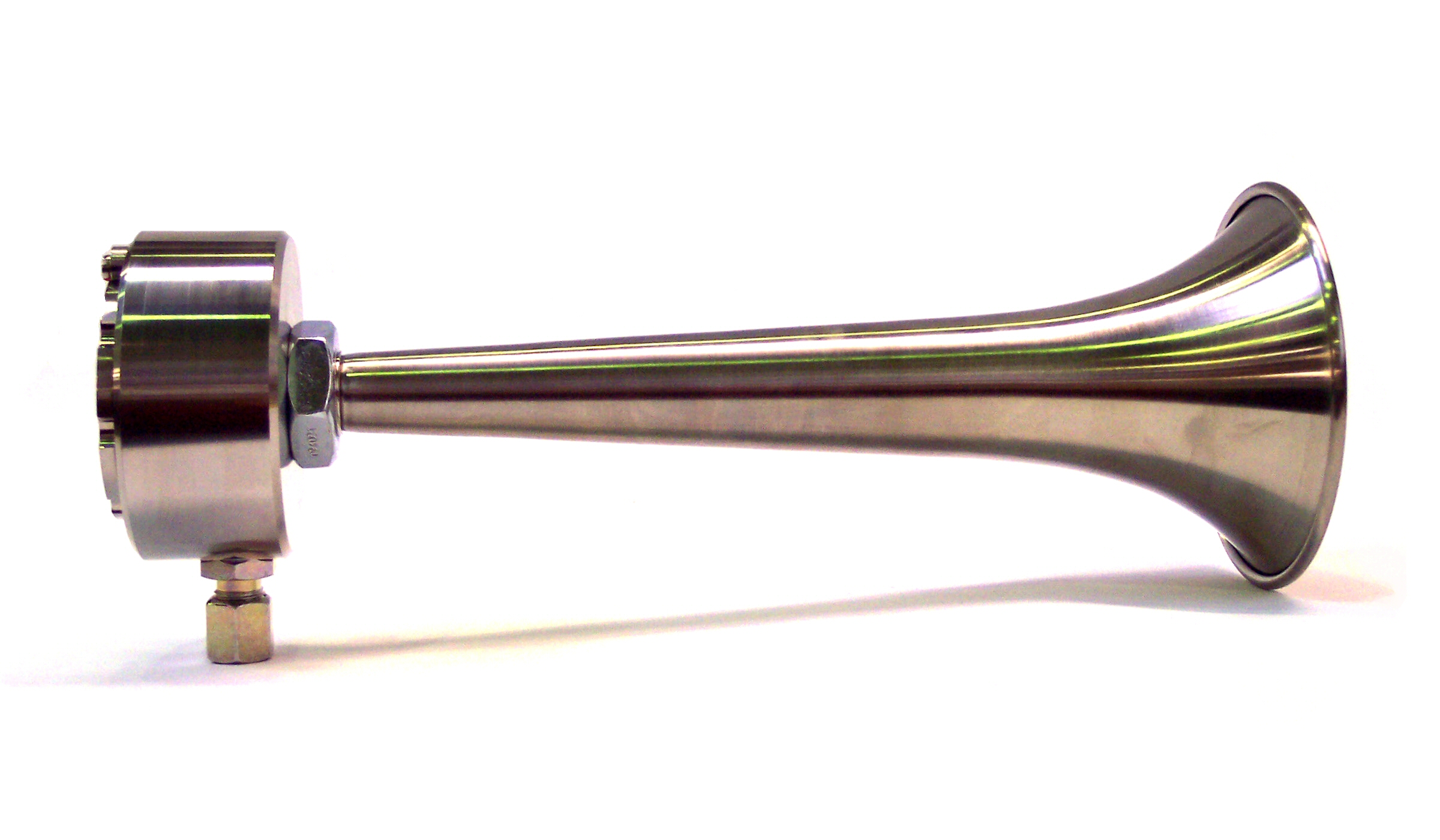
Pneumatische Hupe einer Feuerlöschanlage

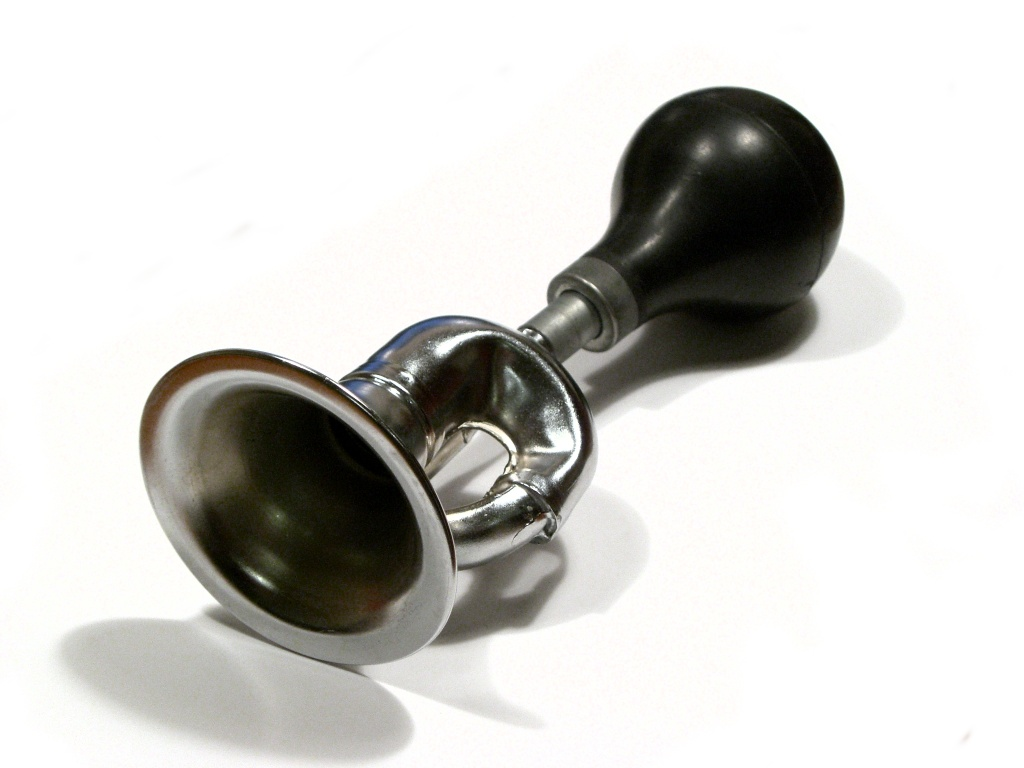
Ballhupe

Eine Hupe ist ein Gerät zur Erzeugung von Schallzeichen. Sie wird je nach Bauweise entweder mit elektrischer Energie oder Druckluft betrieben.

## Geschichte
Die Hupe als akustischer Signalgeber ist seit Jahrhunderten bekannt. In der englischen Literatur wird die Phrase „sound the horn“ fast gleichbedeutend mit "an der Tür klingeln" verwandt.
In den Anfängen der Automobilistik waren die Hupen mechanisch betrieben, als sogenannte Ballhupen. Ab 1908 kamen unter dem Markennamen Klaxon erste elektromotorisch betriebene Hupen auf den Markt, wobei es von diesem Gerät auch handbetriebene Varianten gab.
Trotz der Elektrifizierung führten viele Fahrer weiterhin Ballhupen mit sich. In einem Reisebericht von 1928 schreibt Irene Rohan:
„Bei der Weiterfahrt […] ging es oft so steil bergab, daß wir mit abgestelltem Motor den zweiten, bisweilen sogar den ersten Gang einwarfen, wodurch die Benutzung der Vierrad-Bremse auf ein Minimum reduziert werden konnte. Hierbei bewährte sich die Ballhupe, da unsere elektrische Hupe ja mit dem Motor ausgeschaltet war. Allerdings wird in der Schweiz weniger gehupt als bei uns, dafür aber korrekter gefahren.“
Die bereits erwähnten Klaxon-Hörner verfügten anfangs über eine eingebaute Trockenbatterie, später meist über einen Akkumulator, so dass sie auch bei ausgeschaltetem Motor funktionierten.

## Straßenverkehr
Noch Anfang der 1930er Jahre war das Hupen in Deutschland erwünscht. Im Dezember 1932 fuhr ein an das Hupen gewöhnter Münchner Lehrer durch Stuttgart und hupte auch hier an jeder Straßenecke. Ein Verkehrspolizist hielt ihn an und bat ihn, vorsichtig an die Kreuzungen heranzufahren, ohne zu hupen. Hupen sei in Stuttgart nur noch „bei Gefahr“ erlaubt, sonst koste es eine Strafe von 2 Mark. Bei Dunkelheit solle er einen kurzen „Scheinwerferblitz“ geben.
In Deutschland, Österreich und der Schweiz ist bei Kraftfahrzeugen ab einem Motor von 50 cm³ eine Hupe generell Vorschrift, um damit bei Gefahr und beim Überholen außerhalb geschlossener Ortschaften Schallzeichen abgeben zu können. In Deutschland regelt dies § 55 der StVZO. Der Schalldruckpegel der Hupe darf in sieben Metern Entfernung den Wert von 105 dB(A) nicht übersteigen. Zudem ist in Deutschland eine Folge von Klängen untersagt, außer bei Sondersignalen wie beispielsweise dem Martinshorn der Feuerwehr oder Polizei.
Mofas und Fahrräder müssen hingegen in Deutschland und in der Schweiz mit einer helltönenden Glocke ausgerüstet sein. In Österreich ist es hingegen ausdrücklich auch erlaubt, stattdessen (nach Fahrradverordnung und Kraftfahrzeuggesetz) eine Hupe zu montieren und nach den Bestimmungen zur Abgabe von Schallzeichen zu verwenden. Die StVZO verbietet die Anbringung von Hupen an Fahrrädern, macht jedoch keine Aussage über das Mitführen einer Hupe am menschlichen Körper.
In Deutschland darf die Hupe laut § 16 der StVO ausschließlich dazu benutzt werden, andere Verkehrsteilnehmer vor drohenden Gefahren zu warnen oder außerorts die eigene Überholabsicht anzukündigen. Jede andere Verwendung stellt in Deutschland eine Ordnungswidrigkeit dar, für die im Bußgeldkatalog ein Regelsatz in Höhe von zehn Euro vorgesehen ist.
In der Schweiz muss man sich im Straßenverkehr so verhalten, dass Hupen und Lichtsignale möglichst nicht notwendig sind. Man darf hupen oder Lichtsignale geben, wenn es die Sicherheit des Verkehrs erfordert. So ist es zulässig zu hupen, wenn man dadurch einen Unfall verhindern kann. Man muss hupen, wenn Kinder z. B. auf der Straße spielen und nicht auf den Verkehr achten sowie vor unübersichtlichen, engen Kurven außerorts.

## Im Gebirge
In bergigen Gegenden ist es notwendig und erlaubt, vor nicht einsehbaren Kurven kurz ein bis zwei Schallsignale abzugeben, um den Gegenverkehr zu warnen. Dadurch kann ein entgegenkommender Kraftfahrer seine Geschwindigkeit verringern und sich auf Gegenverkehr einstellen.

## Brandschutztechnik
In der Brandschutztechnik dient eine Hupe dazu, bei Feuerlöschanlagen mit gasförmigen Löschmitteln anwesende Personen auf eine bevorstehende bzw. erfolgte Flutung des Schutzbereichs mit Löschmittel zu warnen.

## Prozessleittechnik
In der Prozessleittechnik dient eine Hupe dazu, kritische Zustände beim Überschreiten von Grenzwerten anzuzeigen („Alarm“).

## Sport
Unterwasser-Hupen dienen als Signalgeber in Unterwasser-Sportarten, unter anderem im Unterwasser-Rugby.

## Funktionsweise
Die heute üblichen Kfz-Hupen arbeiten nach dem Prinzip des Wagnerschen Hammers beziehungsweise des Aufschlaghornes. Eine Stahlmembran übernimmt die Schallabstrahlung und bildet zusammen mit einem Stück Eisen, welches den Magnetkreis schließt, den mechanischen Resonator. Dessen Masse sowie die Rückstellkraft der Membran bestimmen die Grundfrequenz. Zur effektiven Schallabstrahlung wird oft ein Horn montiert. Die Form und Materialeigenschaft der Stahlmembran sowie die innere Dämpfung und die Federkennlinie des Systems bestimmen das Spektrum an Oberwellen und somit den Klangcharakter. Oberwellen werden vor allem durch das Anschlagen  des Eisenbleches an den Kern des Elektromagneten gebildet. Kfz-Hupen sind für Kurzzeitbetrieb ausgelegt.
Alternativ ist auch die Verwendung von Drucklufthörnern möglich – insbesondere wenn sowieso Druckluft an Bord zur Verfügung steht wie bei Lkw und Bussen. Drucklufthörner arbeiten nach dem Prinzip der Polsterpfeife bzw. eines durch die Strömung periodisch schließenden Ventils (siehe auch Martinstrompete, Nebelhorn, Klarinette). Manche Geräte haben eine Membran, die die Strömung detektiert und das Ventil schließt.